# Gogolá

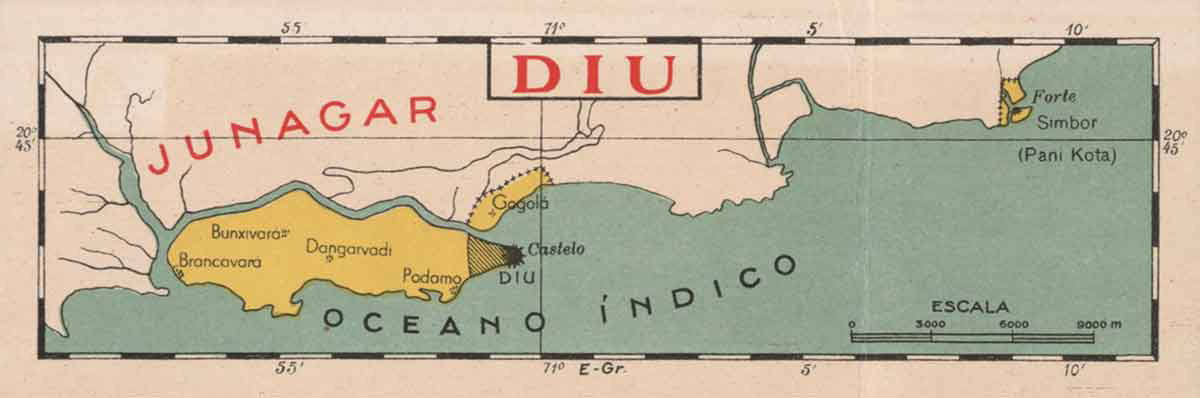
Mapa de Diu, com a localização de Gogolá

Gogolá é uma cidade do distrito de Diu, no território da União de Dadrá e Nagar Aveli e Damão e Diu, na Índia. É um enclave continental localizado na península de mesmo nome.